# Università dell'Imam Hossein
L'Università di Imam Hossein (In persiano دانشگاه امام حسین),
è una delle più importanti università dell'Iran e fu fondata nel 1986. L'università ha sede a Teheran e conta circa 6000 studenti.

## Le facoltà

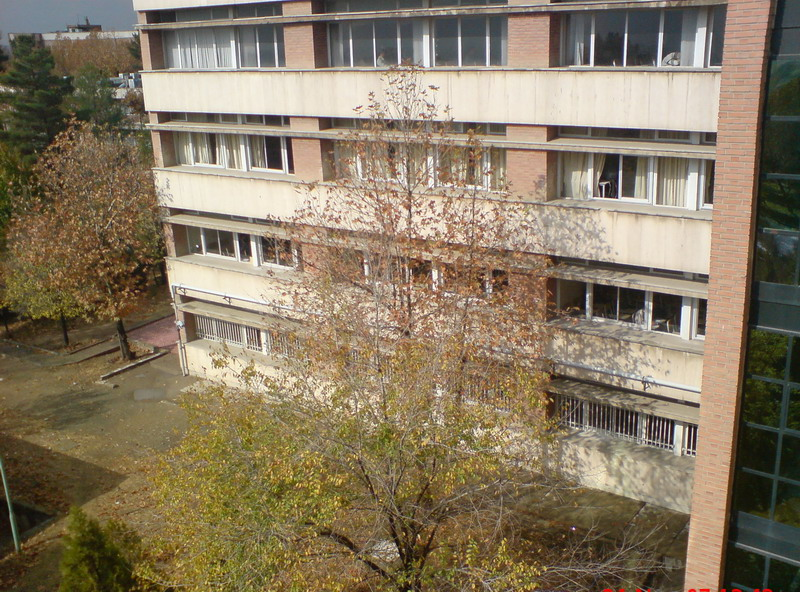
Facoltà di Ingegneria

- Facoltà di Ingegneria
- Facoltà di Scienze
- Facoltà di Economia